# 札幌市立高等専門学校
札幌市立高等専門学校（さっぽろしりつこうとうせんもんがっこう）は、北海道札幌市南区にあった高等専門学校である。本校を母体に2006年4月に札幌市立大学が開学したため、2005年度から本科生の募集を停止し、2009年3月本科、2011年3月専攻科を閉校した。全国で唯一のデザイン単科高等専門学校であった。初代校長は清家清。

## 沿革
引用：
- 1991年4月 開校。インダストリアル・デザイン学科設置。
- 1996年4月 公立高専で全国初の専攻科設置。
- 2005年4月 本科募集停止。
- 2006年4月 札幌市立大学開学。
- 2009年3月 本科閉校。
- 2011年3月 専攻科閉校。

## キャンパス
引用：
芸術文化都市札幌を象徴する札幌芸術の森の一角に位置した。玄関ホールの左右には図書館とアリーナを設置し、中央には高さ36mのタワーが立ち、143メートルのスカイウエイをたどると教育棟にたどり着く。北から一般教育棟、専門教育棟、専攻科棟とつながる校舎群は、自然の地形を崩すことなく調和させた。「自由」な校風を象徴するために塀のないキャンパスにした。設計者は、初代校長の清家清。

## 理念
札幌市立高等専門学校の理念は、1919年に設立されたドイツの造形学校である「バウハウス」の早期教育に影響を受けている。
野外美術館、美術館、各種工房を兼ね備えた札幌芸術の森が隣接する他、豊かな自然に囲まれたキャンパスの立地条件に加え、“Be Beautiful”というスローガン、自由な校風の元、のびのびと創作活動を行える設備、環境が整えられている。「もの」を正確に、そして、自由に表現できる能力を養い、情報機器を自由に操作でき、国際的なコミュニケーションを行える人材の育成を目指している。

## 設置学科

### 本科
- インダストリアル・デザイン学科（5年制・定員80名/1学年）
  - 工業デザインコース
  - 環境デザインコース
  - 建築デザインコース
  - 工芸デザインコース
  - 視覚デザインコース

### 専攻科
- インダストリアル・デザイン専攻（2年制・定員20名/1学年）
  - 工業デザイン専攻
  - 環境デザイン専攻
  - 建築デザイン専攻
  - 工芸デザイン専攻
  - 視覚デザイン専攻

## 引用
1. ↑  “Sapporo Arts Vol.10 - P1”. 2024年9月5日閲覧。
2. ↑  札幌市. “札幌市立高等専門学校”. 札幌市. 2024年9月5日閲覧。
3. ↑  札幌市. “閉校のご挨拶”. 札幌市. 2024年9月5日閲覧。
4. ↑  “�{�Z�̊T�v”. web.archive.org (2002年12月11日). 2024年9月5日閲覧。